# Comté de Taylor (Virginie-Occidentale)
Pour les articles homonymes, voir Comté de Taylor.
Le comté de Taylor est un comté des États-Unis situé dans l’État de Virginie-Occidentale. En 2000, la population était de 16 089 habitants. Son siège est Grafton.

## Principales villes
- Flemington
- Grafton